# Ischnorhina hamiltoni
Ischnorhina hamiltoni is een halfvleugelig insect uit de familie schuimcicaden (Cercopidae). De wetenschappelijke naam van deze soort is voor het eerst geldig gepubliceerd in 2012 door Paladini & Cryan.